# Katastralgemeinde St. Georgen (Gemeinde Straßburg)
Die Katastralgemeinde St. Georgen ist eine von drei Katastralgemeinden der Gemeinde Straßburg im Bezirk St. Veit an der Glan in Kärnten, Österreich. Sie hat eine Fläche von 3.996,86 ha (Stand 31. Dezember 2023) und umfasst somit gut zwei Fünftel der Fläche der Stadtgemeinde Straßburg. Am 1. Jänner 2024 lebten in der Katastralgemeinde 399 Personen oder etwa ein Fünftel der Einwohner der Stadtgemeinde Straßburg.
Die Katastralgemeinde gehört zum Sprengel des Vermessungsamtes Klagenfurt.

## Lage
Die Katastralgemeinde St. Georgen umfasst den gesamten östlichen Teil der der Gemeinde Straßburg, im Westen des Bezirks Sankt Veit an der Glan, im Gurktal. Zur Katastralgemeinde gehören somit schattseitig zum Gurktal abfallende Hänge des nördlichen Höhenzugs der Wimitzer Berge, der Talboden des Gurktals östlich des Gemeindehauptorts Straßburg-Stadt bis über die Einmündung der Metnitz hinaus, und weitläufige Täler und Hänge, die sich sonnseitig vom Gurktal nach Norden hin zur Wasserscheide auf dem Rücken des Mödringbergzugs erstrecken. Die Katastralgemeinde grenzt im Norden an die Gemeinde Friesach, im Osten an die Gemeinde Micheldorf, im Südosten an die Gemeinde Althofen, im Süden an die Gemeinde Mölbling und im Westen an die Katastralgemeinden Straßburg Stadt und Straßburg Land der Gemeinde Straßburg.

## Ortschaften
Auf dem Gebiet der Katastralgemeinde St. Georgen liegen die Ortschaften Buldorf, Dielach, Dobersberg, Drahtzug, Gundersdorf, Hackl, Hohenfeld, Kulmitzen, Moschitz, Olschnitz-Lind Olschnögg, Pabenberg, Pöckstein-Zwischenwässern, St. Georgen, St. Magdalen, Schmaritzen, Unteraich, Unterfarcha und Wilpling, der Großteil der Ortschaft Mellach und Teile der Ortschaften Machuli, Schattseite und Wildbach.
Am 1. April 2020 umfasste die Katastralgemeinde 197 Adressen.

## Vermessungsamt-Sprengel
Die Katastralgemeinde St. Georgen gehört seit 1. Jänner 1998 zum Sprengel des Vermessungsamtes Klagenfurt. Davor war sie Teil des Sprengels des Vermessungsamtes St. Veit an der Glan.

## Geschichte
Ende des 18. Jahrhunderts wurden die Kärntner Steuergemeinden (später: Katastralgemeinden) gebildet und Steuerbezirken zugeordnet. Die Steuergemeinde St. Georgen wurde Teil des Steuerbezirks Straßburg.
Im Zuge der Reformen nach der Revolution 1848/49 wurden in Kärnten die Steuerbezirke aufgelöst und Ortsgemeinden bzw. politische Gemeinden gebildet, die jeweils das Gebiet einer oder mehrerer Steuergemeinden umfassten. Aus den Katastralgemeinden Straßburg Land, Straßburg Stadt und St. Georgen in ihrer damaligen Größe wurde die politische Gemeinde Straßburg errichtet.
Die Größe der Katastralgemeinde St. Georgen wurde 1854 mit 6945 Österreichischen Joch und 927 Klaftern (ca. 3997 ha, also  die heutige Ausdehnung) angegeben; damals lebten 1042 Personen auf dem Gebiet der Katastralgemeinde.
Die Katastralgemeinde St. Georgen gehörte ab 1850 zum politischen Bezirk St. Veit an der Glan und zum Gerichtsbezirk Gurk. 1854 bis 1868 gehörte sie zum Gemischten Bezirk Gurk. Seit der Reform 1868 ist sie wieder Teil des politischen Bezirks St. Veit an der Glan, zunächst als Teil des Gerichtsbezirks Gurk, seit 1978 als Teil des Gerichtsbezirks St. Veit an der Glan.